# Xyletinus
Xyletinus là một chi bọ cánh cứng trong họ Ptinidae, phân họ Xyletininae.

## Hình ảnh

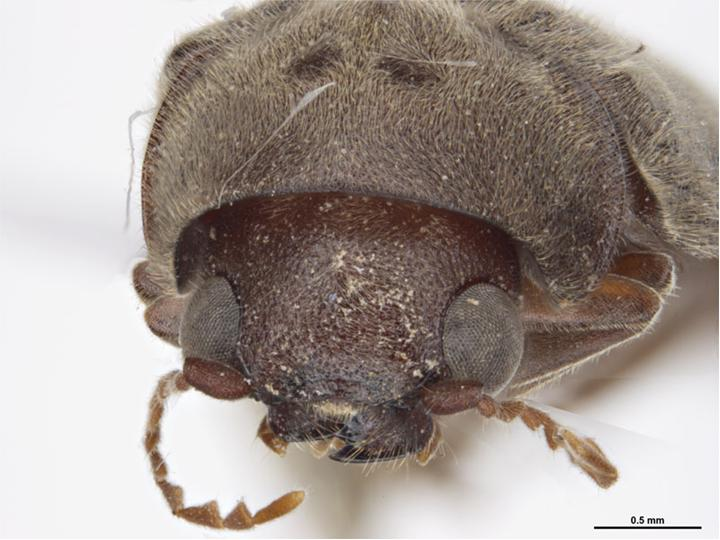